# Coronel Macedo (kommun)
Coronel Macedo är en kommun i Brasilien.   Den ligger i delstaten São Paulo, i den södra delen av landet, 900 km söder om huvudstaden Brasília. Antalet invånare är 5 001.
Följande samhällen finns i Coronel Macedo:
- Coronel Macedo

Omgivningarna runt Coronel Macedo är en mosaik av jordbruksmark och naturlig växtlighet. Runt Coronel Macedo är det ganska glesbefolkat, med 47 invånare per kvadratkilometer.